# Виктор Колотов
Виктор Колотов (на украински: Вiктор Колотов; на руски: Виктор Колотов) е съветски и украински футболист и треньор. Почетен майстор на спорта на СССР (1975). Почетен треньор на Украинска ССР (1986).

## Кариера
Роден е в с. Юдино, община Казан. Днес селището е включено в района на Киров в Казан. След като става треньор, той е асистент в Динамо Киев, с които става четирикратен шампион на СССР, както и двукратен носител на Купата на СССР. Като футболист участва в запомнящия се сезон 1975/76, когато Динамо Киев печели Купата на носителите на купи и Суперкупа на УЕФА. Колотов е и европейски вицешампион от 1972 г.
През 1979 г. Колотов играе няколко мача за Украйна в Спартакиада на народите на СССР.

## Отличия

### Отборни
Динамо Киев
- Съветска Висша лига: 1971, 1974, 1975, 1977, 1980, 1981
- Купа на СССР по футбол: 1974, 1978
- Купа на носителите на купи: 1975
- Суперкупа на УЕФА: 1975